# 科洛韋爾季
50°42′45″N 26°57′2″E / 50.71250°N 26.95056°E
科洛韋爾季（烏克蘭語：Коловерти）是位於烏克蘭西北部里夫內州裏里夫內區的村莊，面積2.381平方公里，2001年人口554，人口密度每平方公里232.68人。